# Garena
Garena（中文：競舞）是位於新加坡的線上遊戲開發商和代理商，在東南亞、臺灣、香港、澳門等國家或地區擁有多款遊戲獨家營運權，其中包括MOBA遊戲《傳說對決》，以及大逃杀游戏《Garena Free Fire》，射擊遊戲《決勝時刻：Mobile》，競速遊戲《極速領域》等。
Garena母公司為新加坡冬海集团。目前腾讯拥有冬海集团18.7%股权，为冬海集团的最大股东。腾讯将给予冬海旗下的Garena优先购买权，在台灣、印尼、泰国、菲律宾、马来西亚和新加坡等地发行腾讯的移动和PC平台的游戏。

## 競時通
《Garena 競時通（Garena+）》是一個免費遊戲平台，競時通的介面類似市面上的即時通訊軟體，同時擁有虛擬網路連線（區域網路）功能，讓世界各地的玩家在一個虛擬房間中進行遊戲。競時通允許玩家建立自己的玩家列表與群組，可讓玩家和朋友在線上聊天並查詢他們的遊玩進度或成就；而使用者也可以建立自己「戰隊」，除了便於整理不同的玩家類型以外，也能同時和多位玩家透過競時通來進行公開或私下的交談。
而另一個特色則是帳號整合機制，玩家只需要一個帳號就能遊玩所有由Garena提供服務的遊戲，通過點擊競時通左側的遊戲圖標直接啟動遊戲。而競時通本身也能配合各個社群來發布最新的新聞消息與活動資訊。
據Garena官方表示，競時通在推出的第一年使用者突破了一百萬人。
於2016年7月左右推出 《Garena 電腦版（Garena Platform）》2.0 Beta版本，並在2017年4月28日於台港澳地區推出為正式版。雖然功能與舊版競時通大致相同，但主介面、聊天介面、遊戲啟動介面和語音界面的外觀皆不同於以往，遊戲啟動頁面當中也新增了遊戲相關的新聞公告與論壇連結等社群內容，便於玩家掌握最新資訊；另外也具備實況功能。官方表示同時優化並加速了遊戲安裝與更新，更有新的「一鍵修復」功能，省去玩家在某些狀況下必須手動移除遊戲後重新下載安裝的時間。
2017年11月27日進行全面升級之後，舊版正式宣告退役，由新版 Garena 電腦版 2.0 取代之；嘗試登入舊版競時通將會出現 Error:0011 錯誤並提示使用者下載新版，否則無法登入使用或開啟遊戲；且一旦新版主程式偵測到舊版競時通執行，將會強制關閉並移除舊版。
另有 《Garena 手機版》可使用於 Android、iOS平台上，探索旗下遊戲新聞與攻略內容、觀看串流影片、好友聊天、對戰紀錄預覽等，也有「幸運轉盤」可抽取遊戲虛擬獎勵。

## 貝殼幣
如其他線上遊戲代理商，Garena的玩家也可以使用專屬的虛擬貨幣－貝殼幣，用來更進一步加深遊戲體驗。貝殼幣能拿來使用在Garena旗下所代理的遊戲商城中，最知名的當屬目前的「傳說對決」以及「Garena Free Fire」，玩家可以使用貝殼幣來選購自己喜愛的角色、造型、道具...等等。

## BOOYAH!
BOOYAH! 是一款2020年於印度推出，可使用於 Android、iOS 平台上，以及透過 PC 網頁體驗的串流應用程式。「BOOYAH!」一詞源於旗下遊戲「Free Fire」獲勝時的口號。和其他直播平台類似，BOOYAH! 為使用者準備了聊天和直播等功能。使用者可通過軟體或其他主流直播平台（Facebook Gaming、YouTube Gaming 和 Twitch 等）轉播自己的遊戲過程。此外使用者還可以在所有平台上同時進行直播並與觀眾聊天互動，而且所有功能都是免費的。目前此應用在巴西、印度、西語市場、阿拉伯語等市場蓬勃發展，未來也計畫進軍更多不同的市場，但此程式之主打功能更為聚焦在 Free Fire 的內容創作者身上。
因 Garena Free Fire 於 2022 年 2 月起在印度被禁而失去廣大市場，BOOYAH 在同年季中虧損達 10億美元，隨後母公司 Sea Ltd. 於同年 9 月宣布終止 BOOYAH 所有服務並裁員。
Garena Free Fire於2024年以在經過地化後的印度版本，重新於印度上架。

## 代理營運的遊戲
| 遊戲             | 平台 | 類型                          | 開發商                  | 推出年份       | 營運狀態 | 營運區域                 | 備註                                             |
| ---------------- | ---- | ----------------------------- | ----------------------- | -------------- | -------- | ------------------------ | ------------------------------------------------ |
| 黎明覺醒         | 手機 | 末日生存遊戲                  | 騰訊光子工作室          | 2023年6月29日  | 正式公測 |                          | Garena代理                                       |
| 傳說對決         | 手機 | MOBA遊戲                      | 騰訊天美工作室群        | 2016年10月12日 | 正式公測 | 台灣、香港、澳門、東南亞 | 中國版譯為《王者榮耀》，由中國騰訊遊戲營運       |
| Garena Free Fire | 手機 | 大逃殺遊戲                    | 111dots Studio、 Garena | 2017年12月4日  | 正式公測 | 全球                     | 早期為越南111dots Studio所開發                   |
| 極速領域         | 手機 | 競速遊戲                      | 騰訊天美工作室群        | 2019年1月17日  | 正式公測 | 台灣、香港、澳門、東南亞 | 中國版譯為《QQ飛車手游》，由中國騰訊遊戲營運     |
| 決勝時刻：Mobile | 手機 | 第一人稱射擊遊戲、 大逃殺遊戲 | 騰訊天美工作室群        | 2019年10月1日  | 正式公測 | 台灣、香港、澳門、東南亞 | 中國版譯為《使命召喚手游》，由中國騰訊遊戲營運   |
| 天涯明月刀M      | 手機 | MMORPG遊戲                    | 騰訊北極光工作室        | 2021年5月12日  | 正式公測 | 台灣、香港、澳門         | 中國版譯為《天涯明月刀手游》，由中國騰訊遊戲營運 |
| 極速快感：集結   | 手機 | 競速遊戲                      | 騰訊天美工作室群        | 2024年10月31日 | 正式公測 | 台灣、香港、澳門         | 中國版譯為《極品飛車：集結》，由中國騰訊遊戲營運 |

## 結束代理營運的遊戲
| 遊戲                     | 平台 | 開發商                    | 正式公測時間   | 結束時間       | 營運區域                                             | 備註                                                                          |
| ------------------------ | ---- | ------------------------- | -------------- | -------------- | ---------------------------------------------------- | ----------------------------------------------------------------------------- |
| 夢三國                   | 電腦 | 電魂網絡                  | 2010年2月3日   | 2011年12月31日 | 台灣、香港、澳門                                     |                                                                               |
| 鹿鼎記                   | 電腦 | ChangYou                  | 2012年6月14日  | 2014年3月24日  | 台灣、香港、澳門                                     |                                                                               |
| 超神英雄                 | 電腦 | S2 Games                  | 2010年5月12日  | 2016年2月26日  | 新加坡、馬來西亞、泰國、菲律賓                       | 僅停止更新新角色以及新商品，但平衡性仍按計劃更新                              |
| 七雄争霸                 | 網頁 | 遊戲谷                    | 2011年6月16日  | 2014年3月31日  | 台灣、香港、澳門                                     |                                                                               |
| QQ飛車                   | 電腦 | 騰訊天美工作室群          | 2010年10月1日  | 2014年3月31日  | 台灣、香港、澳門、中國大陸、新加坡、馬來西亞、菲律賓 | 停運後由騰訊遊戲繼續營運                                                      |
| 地下城與勇士             | 電腦 | NEXON                     | 2013年4月9日   | 2014年12月29日 | 台灣、香港、澳門                                     |                                                                               |
| 格鬥聯盟                 | 電腦 | KOG                       | 2014年4月3日   | 2015年9月8日   | 台灣、香港、澳門                                     |                                                                               |
| 美少女夢工廠             | 手機 | Mgame                     | 2014年11月14日 | 2016年1月13日  | 台灣、香港、澳門                                     |                                                                               |
| 全民踢足球               | 電腦 | JC Entertainment          | 2014年6月20日  | 2016年1月21日  | 台灣、香港、澳門                                     |                                                                               |
| 核心爭霸（Core Masters） | 電腦 | Soft Big Bang             | 2015年1月8日   | 2016年1月8日   | 台灣、香港、澳門、馬來西亞                           |                                                                               |
| 戰國炎舞                 | 手機 | Sumzap, Inc               | 2015年3月17日  | 2016年2月4日   | 台灣、香港、澳門                                     |                                                                               |
| 夢幻西遊                 | 手機 | 网易                      | 2015年9月14日  | 2017年6月6日   | 台灣、香港、澳門                                     |                                                                               |
| 劍與魔法王國             | 手機 | Aiming                    | 2015年10月22日 | 2017年9月21日  | 台灣、香港、澳門                                     |                                                                               |
| 雷霆戰機                 | 手機 | sunmosh                   | 2014年11月17日 | 2017年10月6日  | 台灣、香港、澳門                                     |                                                                               |
| 王牌對決                 | 電腦 | IO Entertainment          | 2015年3月12日  | 2018年3月8日   | 台灣、香港、澳門、泰國                               | 停運後於同日由 VALOFE 繼續代理營運                                            |
| Garena 武裝菁英          | 手機 | Garena                    | 2017年4月19日  | 2018年5月31日  | 台灣、香港、澳門                                     |                                                                               |
| 雷霆突擊                 | 手機 | 騰訊光子工作室群          | 2015年8月18日  | 2017年9月6日   | 台灣、香港、澳門                                     |                                                                               |
| 天龍八部 - 大俠哩來      | 手機 | 暢遊                      | 2018年4月26日  | 2019年3月27日  | 台灣、香港、澳門                                     |                                                                               |
| 彈彈堂                   | 網遊 | 第七大道                  | 2017年9月28日  | 2018年12月     | 台灣、香港、澳門                                     |                                                                               |
| Mstar                    | 電腦 | Nurien                    | 2012年8月15日  | 2019年8月26日  | 台灣、香港、澳門、馬來西亞、新加坡                   |                                                                               |
| AVA戰地之王              | 電腦 | Redduck                   | 2013年12月23日 | 2019年7月30日  | 台灣、香港、澳門、新加坡                             | 停運後由樂意傳播接手營運                                                      |
| 新瑪奇英雄傳             | 電腦 | NEXON                     | 2015年8月25日  | 2019年8月18日  | 台灣、香港、澳門、韓國、日本、新加坡                 | 停運後由 NEXON 原廠直營                                                       |
| 無限法則                 | 電腦 | 騰訊北極光工作室群        | 2018年9月19日  | 2022年1月21日  | 台灣、香港、澳門、泰國、印尼                         |                                                                               |
| 奇幻小鎮                 | 手機 | Arumgames                 | 2021年7月5日   | 2022年8月18日  | 台灣、香港、澳門、東南亞                             |                                                                               |
| 英雄聯盟                 | 電腦 | 拳头游戏                  | 2011年8月25日  | 2023年1月6日   | 台灣、香港、澳門、新加坡                             | 停運後由Riot Games與台灣大哥大共同經營                                        |
| 魔導少年：夥伴集結！     | 手機 | 騰訊魔方工作室群          | 2020年10月21日 | 2023年1月30日  | 台灣、香港、澳門、東南亞                             |                                                                               |
| 流亡黯道                 | 電腦 | Grinding Gear Games       | 2014年8月14日  | 2024年3月1日   | 台灣、香港、澳門、東南亞                             | Garena代理，紐西蘭Grinding Gear Games所開發。台港澳停運後由熱酷科技接手營運。 |
| 魂斗羅：歸來             | 手機 | 騰訊天美工作室群、 KONAMI | 2018年8月8日   | 2023年9月27日  | 台灣、香港、澳門、韓國                               |                                                                               |

## 沿革
- 2010年7月，原由Garena代理的夢三國於該遊戲的「貂蟬亂世」改版後據說由於與遊戲開發商談判破裂，已宣布的改版更新沒有落實，並於2011年10月29日發佈停止營運公告並讓出代理權。
- 2010年12月，Garena正式宣布代理歐美的多人連線競技遊戲英雄聯盟，同時宣布於2011年第一季展開公測。[4]
- 2011年8月，英雄聯盟在台灣、香港、澳門開始封閉測試和開放測試，英雄聯盟正式在台灣紮根。[5][6]
- 2011年9月，Garena舉辦了全國型的電子競技大賽「G1」，而第一屆的英雄聯盟WCG代表隊也在本次大賽中出爐。[7]
- 2011年11月，Garena宣布獲得射擊遊戲「Firefall」在東南亞及台灣的獨家營運權，但當時未有公佈該遊戲的上市日期。
- 2011年12月，Garena宣布將發表一款首度透過競時通來遊玩的3D武俠遊戲「鹿鼎記」，同時這也是他們所代理的第一款多人線上遊戲。
- 2012年1月，Garena所代理的英雄聯盟玩家破百萬，因而在台北101「點起了召喚的信號」，長達數天於台北101金融大樓上的Garena與英雄聯盟圖案吸引了不少目光，電視媒體也多有報導此項活動。
- 2012年8月22日，官方粉絲團宣布代理Mstar，將在2014年8月22日啟動封測。
- 2012年至2013年9月，Garena玩家帳密大量外流：
  - 期間內網路上公開傳出了幾萬組各國家Garena帳密，台灣網友俗稱「Garena帳密大公開」，據客服人員表示是2012年伺服器遭駭客入侵。南華大學楊皓鈞SheepKingCN知情人士透露，駭客得手的帳密流入俄國，在網路上私下販售，其中有幾萬組帳密被公開在俄國網站上，俄國人買帳密開通後修改密碼，造成原被盜的台灣玩家密碼被修改、已登入的狀態下被其它國家玩家異常登入、貝殼幣被購買不明商品（付費通道301015）。於登入狀態可疑，大量被盜玩家Garena暫時將其封鎖以免災情擴大。
- 2013年9月5日，Garena釋出競時通v1.2.28.0版本，強迫玩家要加強帳戶安全，並更改登入的token機制，大規模的盜帳密事件暫時告一段落。
- 2013年9月25日，Garena公告英雄聯盟台灣、香港、澳門的伺服器線路遭到不明人士攻擊，隨後伺服器問題不斷。
- 2013年10月，Garena所代理的英雄聯盟台港澳的伺服器承受不了大量玩家湧入，造成伺服器斷線、連線延遲、官網甚至關閉，眾玩家一致要求Garena出來說明理由，否則拒絕繼續在英雄聯盟中消費。
- 2013年10月28日，Garena所代理的英雄聯盟伺服器維護完成，並完成競時通安全上的更新，部分玩家發生登入英雄聯盟被台港澳的英雄聯盟伺服器阻擋的情況，其中學術網路受影響最大。
- 2014年11月11日，Garena代理的英雄聯盟，台灣、香港、澳門的遊戲主程式遭感染PlugX惡意後門，從台灣被上傳至VirusTotal掃毒網站。
- 2014年11月17日，Garena宣佈正式代理雷霆戰機，並釋出APK檔案供GAS玩家下載。
- 2014年11月21日，Garena代理的流亡黯道，台灣、香港、澳門的遊戲主程式遭感染PlugX惡意後門，從台灣被上傳至VirusTotal掃毒網站。
- 2014年12月23日，Garena更新遊戲主程式，PlugX惡意後門程式仍在更新包內，Garena官方未察覺。
- 2014年12月26日，Garena被趨勢科技及台灣駭客年會HITCON （页面存档备份，存于）通知流亡黯道遊戲主程式遭感染消息，確定英雄聯盟遊戲文件也受感染。翌日，回報Garena新加坡總部此攻擊。
- 2014年12月29日，Garena將遭感染的遊戲安裝程式更新回正常檔案。
- 2014年12月31日，Garena公告更新包遭到竄改：
  - Garena公告流亡黯道和英雄聯盟該月的遊戲更新包[8] 已遭不明人士惡意竄改，表示會持續監控資訊安全並呼籲玩家更改帳戶密碼，並承諾會購買合法殺毒軟體供玩家使用。受感染者會自動對外192.126.118.198、202.65.214.220傳送封包，此為PlugX惡意後門程式。
  - 駭客利用 DLL 路徑劫持攻擊手法，利用載入 DLL 不同優先順序的技巧，將惡意程式隱藏在正常的程式中。最後，受害者只會看到兩個惡意檔案存在於電腦中，NtUserEx.dll和NtUserEx.dat。台灣駭客年會HITCON[9]及趨勢科技及Garena，這三家共同攜手合作免費提供PlugX清除工具[10] 給這波惡意攻擊的潛在受害者做清除，台灣和新加坡受害影響最大。趨勢科技在PlugX Malware報告 [11]內指出遠端存取木馬（RAT）PlugX惡意後門程式的變種出現在這些遊戲的官方版本，顯然地是針對於亞洲特定國家的使用者，台灣最為嚴重，新加坡次之，為本事件新攻擊手法。[12] [13] [14] [15] [16]
  - 此次攻擊目標是竊取個資、竊取遊戲原始碼、帳號獲利、偷取數位簽章、滲透大範圍遊戲玩家，木馬滲透範圍包含:政府機關、工程師、外包廠商...等。此次攻擊與韓國 SK Communications （页面存档备份，存于） 被駭事件（2011 Data breach）都一樣出現 Cooper 字樣，是國際駭客組織Winnti Group所為。
- 2015年1月9日，Garena公告資訊安全事件補充[17]感謝玩家和部分組織的幫忙，並購買了共350萬份合法授權的F-Secure正式版防毒軟體一年份，免費提供給有需要的玩家。另外Garena與趨勢科技合作推出Trend Micro Clean Tool （页面存档备份，存于）（PlugX後門清除工具） 。
- 2015年3月9日，Garena宣佈刪檔封測王牌對決-跨時空英雄大亂鬥(lost saga)。
- 2015年3月，Garena宣佈代理戰國炎舞KIZNA。
- 2015年5月5日，Garena宣布正式收購 AOS（Aeon of Strife）類線上遊戲 Heroes of Newerth 與整個研發團隊 S2 Games，S2 Games加入Garena旗下北美 Frostburn Studios。Frostburn Studios 承諾將更加壯大他們的研發團隊，同時引進更多遊戲專門人才，來滿足《HON》玩家的需求。此次收購是全體研發團隊都加入Garena，因此不管在遊戲研發或是各地區營運皆不受影響。
- 2016年10月12日，傳說對決正式公測。
- 2017年4月28日，台港澳地區全新PC端介面「Garena 電腦版」公測開始，供玩家下載使用。[18]
- 2017年5月3日，宣布手遊夢幻西遊於6月6日停服。
- 2017年5月8日，Garena新加坡總公司正式改名為冬海集團，而Garena成為其子公司。
- 2017年10月20日，冬海（原名 Garena）集團，正式在紐約證券交易所上市，股票代號（：SE），申請時估計融資目標 10 億美元，而發行首日 8.84 億美元的 IPO，冬海集團旗下有3大網路平台，包括電子商務蝦皮購物、數位娛樂 Garena，以及電子支付服務AirPay，超過5000名員工分布於台灣、印尼、越南、泰國、菲律賓、馬來西亞、新加坡等東南亞7國市場提供服務。
- 2017年10月24日，台港澳英雄聯盟官方網站公告 Garena 論壇將於10月31日關閉。[19]
- 2017年11月27日，全面升級PC端競時通為新版「Garena 電腦版」，舊版競時通介面自此停用。[20]
- 2017年12月4日，自家首款大逃殺遊戲，也是全台首款大逃殺遊戲Garena Free Fire開放公測。
- 2018年7月11日，Garena 挖礦爭議，菲律賓區英雄聯盟(當時為Garena代理)發布聲明，已移除植入在遊戲中的CPU挖礦程序[21]
- 2019年5月，在MSI直播上被爆出有直播賭博嫌疑。
- 2019年5月，被爆出英雄聯盟外掛問題嚴重，遊戲更新後，遊戲重播功能異常等問題。
- 2019年5月15日，手遊魂斗羅：歸來版本更新出現重大瑕疵，IOS玩家從版本更新後無法獲得新版本更新，無法進入遊戲，至5月16日下午仍未解決，官方回應為App store官方問題而無上架。

## 與GGC的關係
Garena，原名GG Client，因此以前的玩家簡稱其為GGC。GGC是一個免費的多人遊戲連線平台，而不是遊戲軟體；它能讓您跟其他使用此平台的玩家共處一虛擬區域網路之下。Garena 獨特的連線機制，使得遊戲連線的效率大大提升，玩家可以在家裡感受到像網咖區網一般的即時反應。此外，GGC亦有防堵外掛的機制，因此透過GGC來玩各種遊戲，遊戲品質更好。
- 2005年，GG-Client（GGC）的陳歐、劉輝創立GG-Game.com，於2007年改名Garena（Global Arena），2008年破產。[23]
- 2009年，Garena公司由職業經理人李小冬重新註冊成立後，沿用前GG-Client架構所重新編寫出來的多人遊戲連線平台。

## 巴哈姆特遊戲大賞
| 年份   | 獲獎之旗下代理遊戲                                                                                                | 參考資料                                    |
| ------ | --- | ------------------------------------------- |
| 2012年 | 英雄聯盟(人氣金賞)、AVA戰地之王(人氣銀賞)                                                                         | 巴哈姆特2012遊戲大賞 （页面存档备份，存于） |
| 2013年 | 英雄聯盟(人氣金賞)、DNF(人氣銀賞)、AVA戰地之王(人氣第六名)、Mstar(人氣第七名)                                     | 巴哈姆特2013遊戲大賞 （页面存档备份，存于） |
| 2014年 | 英雄聯盟(人氣金賞)、AVA戰地之王(人氣銀賞)、DNF(人氣第七名)                                                        | 巴哈姆特2014遊戲大賞 （页面存档备份，存于） |
| 2015年 | 英雄聯盟(線上遊戲金賞)、AVA戰地之王(線上遊戲銅賞)、流亡黯道 PoE(線上遊戲MMORPG第五名)                             | 巴哈姆特2015遊戲大賞 （页面存档备份，存于） |
| 2016年 | 英雄聯盟(線上遊戲金賞)、AVA戰地之王(線上遊戲銀賞)、新瑪奇英雄傳(線上遊戲銅賞)、流亡黯道 PoE(線上遊戲MMORPG第七名) | 巴哈姆特2016遊戲大賞 （页面存档备份，存于） |

## 外部連結
- 官方网站
- BOOYAH! （页面存档备份，存于）